# Malolisna lipa
Malolisna lipa (lat. Tilia cordata) je listopadno drveće iz roda lipa i porodice sljezovki.

## Izgled
Listovi su 3 – 6 cm dugi, u obliku srca (otuda latinsko ime cordata = srcolisna) i pomalo asimetrični, goli na vrhu, a na dnu su dlačice u boji hrđe. Stabljike su gole bez dlačica.
Cvjetovi su zelenkasto-bijeli i sjedeći do 10 zajedno. Plod je oraščić, 6 – 7 mm dug. Malolisna lipa je u cvatu oko dva tjedna. 

## Stanište
Malolisna lipa javlja se u prirodi u većini Europe i sjeverozapadne Azije. U Hrvatskoj je česta u šumama te u parkovima i vrtovima.

## Korisnost
Malolisna lipa je prilično mekana i koristi se za rezbarije, uključujući zatvorene bočne zidove u stolariji. Može se koristiti za dobivanje drvenoga ugljena. Malolisna lipa je nekad bila važan materijal za košare i prostirke. 
Pčele i ostali kukci rado će posjetiti cvjetove malolisne lipe, koji pružaju obilje nektara, tako bogato da nekada kapa van cvijeta, prije nego što kukci posjete cvijet. 
Glavni berlinski bulevar "Unter den Linden" dobio je ime po stablima malolisne lipe.

## Ljekovitost i jestivost
Lipa je i ljekovita biljka,čaj od cvjetova poznati je narodni lijek - koristi se uglavnom kao biljni čaj protiv prehlade. Uzrokuje povećano znojenje i povećava sposobnost organizma u borbi protiv infekcije. Čaj djeluje antispazmodično, pomaže kod iskašljavanja, snižava tlak, djeluje  laksativno i sedativno.
Sasvim mladi listovi jestivi su. Sok dobiven bušenjem stabla u proljeće dobar je za piće ili pripremu sirupa.

## Vanjske poveznice
https://pfaf.org/user/plant.aspx?LatinName=Tilia+cordata